# Potrero (Aruba)
Potrero – miejscowość (plaats) w strefie Dacota/Potrero, w regionie Oranjestad-Oost w północno-zachodniej części kraju autonomicznego Aruba, należącego do Holandii, w Ameryce Południowej.